# Глибинна складка
Глибинна складка (рос.глубинная складка, англ. deep fold, basement fold; нім. Grundfalte f, Blockfalte f) – спільний вигин шарів осадового покриву і поверхні фундаменту. 
Виникає внаслідок повторних вигинів фундаменту та (або) розділення його розривами на блоки, які рухаються окремо. 

## Параметри складки
КУТ СКЛАДКИ (рос. угол складки, англ. angle of fold, нім. Faltenwinkel m) – двогранний кут між крилами складки.